# Peter Stöger
Peter Stöger (ur. 11 kwietnia 1966 w Wiedniu) – austriacki piłkarz grający na pozycji ofensywnego pomocnika.

## Kariera klubowa
Stöger piłkarską karierę rozpoczął w amatorskim klubie o nazwie Favoritner AC. W 1986 roku przeszedł do Vorwärts Steyr, w barwach którego przez rok występował w rozgrywkach drugiej ligi i awansował z nim do pierwszej. W ekstraklasie austriackiej zadebiutował jednak w koszulce Austrii Wiedeń, do której trafił latem 1987. Od czasu przyjścia do stołecznego zespołu grał w nim w pierwszym składzie. W 1990 roku po raz pierwszy w karierze wygrał Puchar Austrii oraz Superpuchar Austrii (zdobywał go także w kolejnych trzech latach), a rok później został mistrzem kraju. W 1992 roku sięgnął z Austrią po dublet, a w sezonie 1992/1993 roku po drugi tytuł mistrzowski. W 1994 roku znów został zdobywcą austriackiego pucharu oraz wicemistrzem Austrii.
Latem 1994 Stöger został zawodnikiem Tirolu Innsbruck. W zespole tym grał przez rok i w 1995 roku wrócił do Wiednia, ale tym razem podpisał kontrakt z Rapidem Wiedeń. W 1996 roku wywalczył kolejny w karierze tytuł mistrza Austrii oraz dotarł do finału Pucharu Zdobywców Pucharów, jednak Austriacy przegrali w nim 0:1 z francuskim Paris Saint-Germain. W Rapidzie Peter występował do końca sezonu 1996/1997.
Latem 1997 Stöger przeszedł do LASK Linz. Zajął z nim 5. pozycję w Bundeslidze, a w 1998 roku wystąpił w Pucharze Intertoto. Na początku 1999 roku wrócił do Austrii i gał w niej przez półtora roku, ale nie osiągnął już takich sukcesów jak na przełomie lat 80. i 90. W 2000 roku został piłkarzem Admira Wacker Mödling, jednak w 2002 roku spadł z nią do drugiej ligi. Ostatnie dwa lata kariery Peter spędził w innym drugoligowcu, SC Untersiebenbrunn. W 2004 roku zdecydował się zakończyć karierę. Liczył sobie wówczas 38 lat.
Po zakończeniu kariery Stöger pracował jako skaut w Austrii Wiedeń oraz jako asystent trenerów Frenkie'go Schinkelsa i Larsa Søndergaarda. Był też dyrektorem sportowym w tym klubie.
| Sezon   | Klub                  | Kraj    | Rozgrywki          | Mecze | Bramki |
| ------- | --------------------- | ------- | ------------------ | ----- | ------ |
| 1986/87 | Vorwärts Steyr        | Austria | 2. liga            | ?     | ?      |
| 1987/88 | Austria Wiedeń        | Austria | Bundesliga         | 36    | 6      |
| 1988/89 | Austria Wiedeń        | Austria | Bundesliga         | 35    | 9      |
| 1989/90 | Austria Wiedeń        | Austria | Bundesliga         | 13    | 1      |
| 1990/91 | Austria Wiedeń        | Austria | Bundesliga         | 35    | 10     |
| 1991/92 | Austria Wiedeń        | Austria | Bundesliga         | 34    | 12     |
| 1992/93 | Austria Wiedeń        | Austria | Bundesliga         | 30    | 12     |
| 1993/94 | Austria Wiedeń        | Austria | Bundesliga         | 34    | 8      |
| 1994/95 | FC Tirol Innsbruck    | Austria | Bundesliga         | 35    | 6      |
| 1995/96 | Rapid Wiedeń          | Austria | Bundesliga         | 34    | 7      |
| 1996/97 | Rapid Wiedeń          | Austria | Bundesliga         | 34    | 9      |
| 1997/98 | LASK Linz             | Austria | Bundesliga         | 13    | 2      |
| 1998/99 | LASK Linz             | Austria | Bundesliga         | 10    | 0      |
| 1998/99 | Austria Wiedeń        | Austria | Bundesliga         | 25    | 4      |
| 1999/00 | Austria Wiedeń        | Austria | Bundesliga         | 25    | 4      |
| 2000/01 | Admira Wacker Mödling | Austria | Bundesliga         | 23    | 5      |
| 2001/02 | Admira Wacker Mödling | Austria | Bundesliga         | 23    | 2      |
| 2002/03 | SC Untersiebenbrunn   | Austria | Red Zac-Erste Liga | 34    | 17     |
| 2003/04 | SC Untersiebenbrunn   | Austria | Red Zac-Erste Liga | 28    | 12     |

## Kariera reprezentacyjna
W reprezentacji Austrii Stöger zadebiutował 5 lutego 1988 roku w przegranym 1:2 towarzyskim spotkaniu ze Szwajcarią. W 1998 roku został powołany przez Herberta Prohaskę do kadry na Mistrzostwa Świata we Francji. Na tym turnieju zagrał we dwóch meczach grupowych: zremisowanym 1:1 z Kamerunem oraz przegranym 1:2 z Włochami. Ostatni mecz w reprezentacji rozegrał w 1999 roku. W kadrze narodowej wystąpił 65 razy i zdobył 15 goli.